# Колони (окръг Пафос)
Коло̀ни (на гръцки: Κολώνη) е село в Кипър, окръг Пафос. Според статистическата служба на Република Кипър през 2001 г. селото има 254 жители.
Намира се на 5 км източно от Пафос.